# Medicina antiqua (Codex Vindobonensis 93)

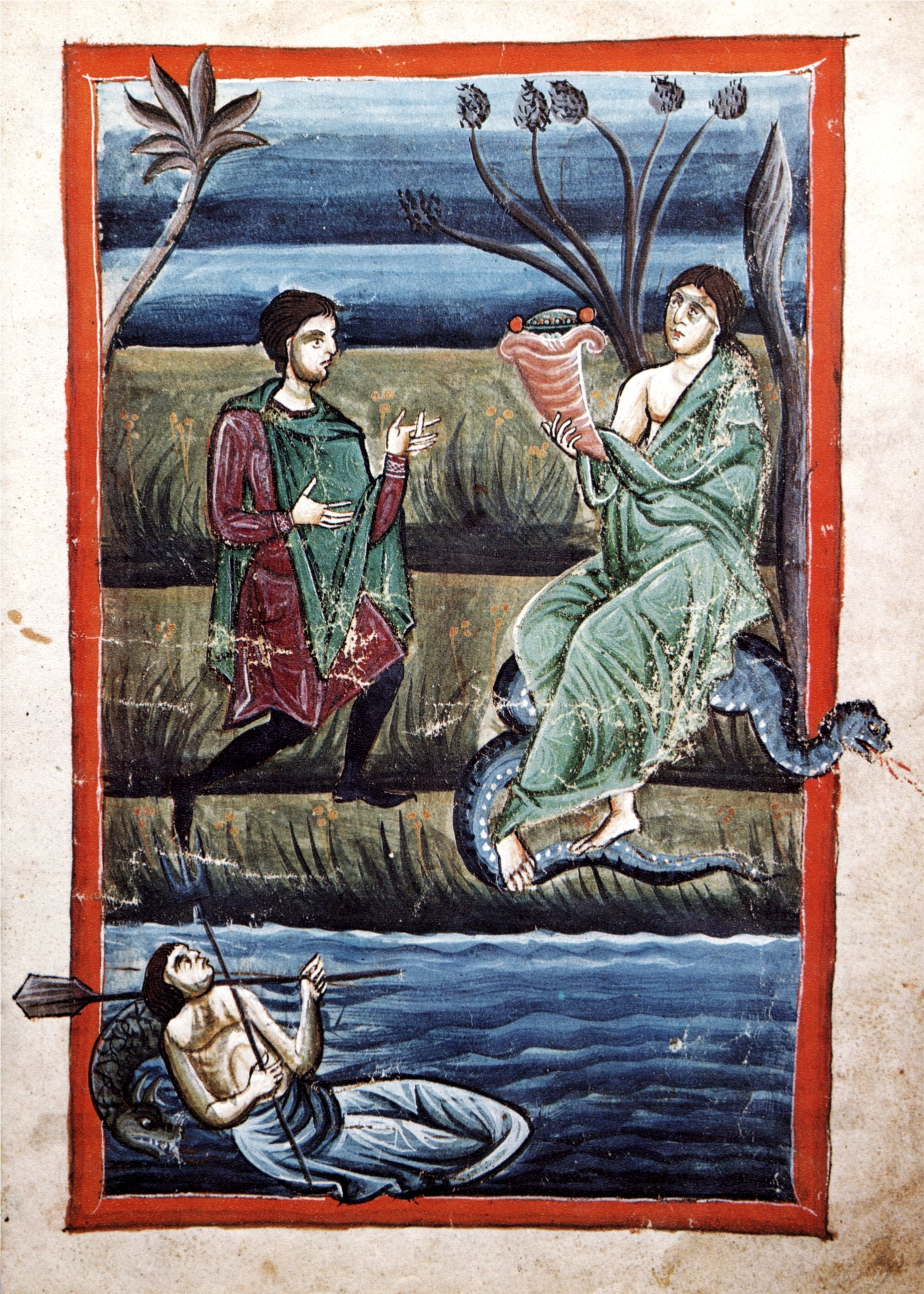
Illustration einer Anrufung der göttlichen Mutter Erde (fol. 9 recto)

Der Wiener Kodex Medicina antiqua („Antike Medizin“) ist eine Sammlung spätantiker medizinischer Texte in Abschriften des 13. Jahrhunderts. Er und zahlreiche andere Handschriften gehen im Urtext auf eine Sammelhandschrift aus dem 4. oder 5. Jahrhundert zurück. Aufbewahrungsort des Wiener Codex 93 ist die Österreichische Nationalbibliothek (Codex Vindobonensis 93).

## Inhalt
Er zeigt medizinische Abbildungen von Pflanzen, Tieren und Menschen, wobei auch aus beiden Letzteren Heilmittel gewonnen wurden. Beispiele sind Elefantenblut als Getränk gegen Blutspucken (fol. 125 verso) oder das Auflegen von Kinderhaaren mit Essig gegen Bisse und Geschwüre (fol. 129). Außerdem zu sehen sind: Idealporträts der Autoren, Städtebilder, mythologische Szenen, Darstellungen ärztlicher Behandlungen, Ornamente und später hinzugefügte Federzeichnungen. Diese Zeichnungen erläutern und/oder ergänzen den Text und die Bilder und sind nur in der Wiener Handschrift zu finden.

Schlange als gerolltes Segel. Miniatur auf Blatt 73

Unmittelbare Vorlage war wohl eine Kopie eines Originals aus dem 6. Jahrhundert; Grundlagen für den Bilderschmuck (etwa Autorenbild des Dioskurides, Ornamente) könnten überdies antike Mosaike und Votivreliefs gewesen sein. Angegebene Autoren sind unter anderem Antonius Musa und Lucius Apuleius. Allerdings dürften diese Zuschreibungen im Wesentlichen falsch sein. Die Schriften stammen im Urtext aus den ersten nachchristlichen Jahrhunderten.
Der Kodex besitzt den prächtigsten Bilderschmuck unter den erhaltenen Abschriften, aber auch eine der schlechtesten Textüberlieferungen: So ist bereits das erste Wort der Handschrift verdorben. Auch beim Kopieren der antiken Bildvorlagen gab es Missverständnisse: So wurden etwa die Schlangen des Äskulap zu einem gerollten Segel. Im letzten Abschnitt bricht der Text im sogenannten Apollo-Brief ab. Auch die Pflanzenbilder blieben unfertig. Der Band wurde mehrfach umgebunden, was an insgesamt vier verschiedenen Blattnummerierungen sichtbar wird. Die aktuelle Zusammenstellung stammt aus dem Jahr 1970.

### Übernahme antiken Gedankengutes

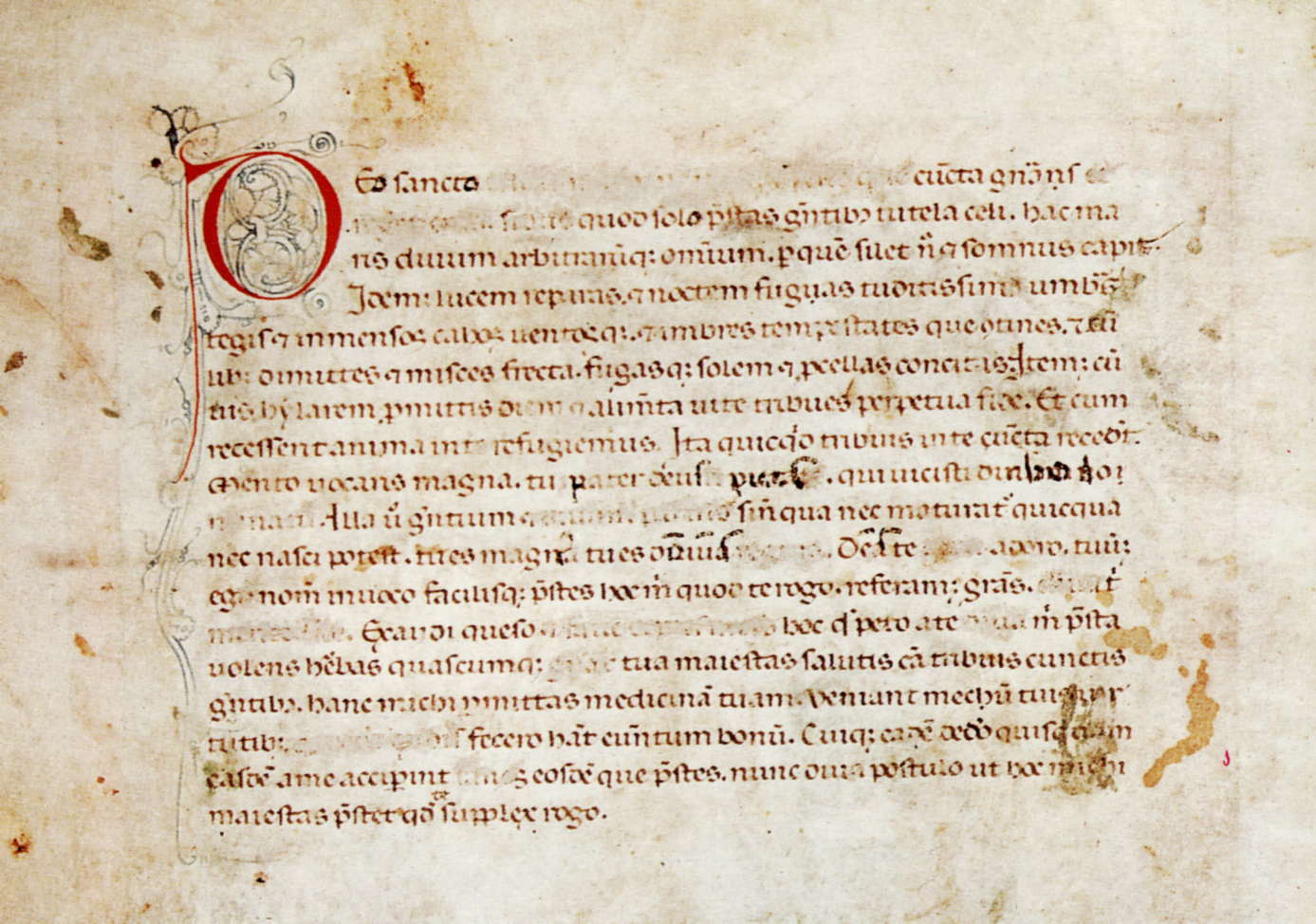
Text auf der Rückseite (fol. 9 verso)

Aufschlussreich ist die Rezeption antiken Gedankengutes, denn viele der Formeln und Szenen haben heidnischen Charakter. Auf der Rückseite des Blattes Nr. 9 findet sich das Gedicht pr(a)ecatio terrae (Anrufung der göttlichen Mutter Erde). Später fanden bloß oberflächliche Korrekturen der heidnischen Formeln statt, so wurde aus Dea sancta Tellus (Heilige Göttin Erde) Deo sancto (Dem heiligen Gott). Dies lässt sich durch eine unversehrte Handschrift in Florenz nachvollziehen. Die Miniatur auf der Vorderseite des Blattes illustriert das Gedicht: zuunterst ist ein Flussgott mit einem bizarren Fisch zu sehen, am Ufer des Flusses findet die Beschwörung der Erdmutter statt, die auf einer Schlange ruht und ein Füllhorn hält. Die abgebildeten Pflanzen sind Gegenstand des Gebetes. Ein weiterer derartiger Text ist auf dem Blatt Nr. 13 zu finden, dort werden die Heilkräuter selbst angerufen (precatio herbarum).
Der Grundannahme, dass die Gesundheit nicht nur von irdischen, sondern auch überirdischen Einflüssen abhinge, stimmten auch christliche Ärzte zu. Getilgt wurden Götternamen oder Hinweise auf empfängnisverhütende Mittel.

### Inhaltsangabe

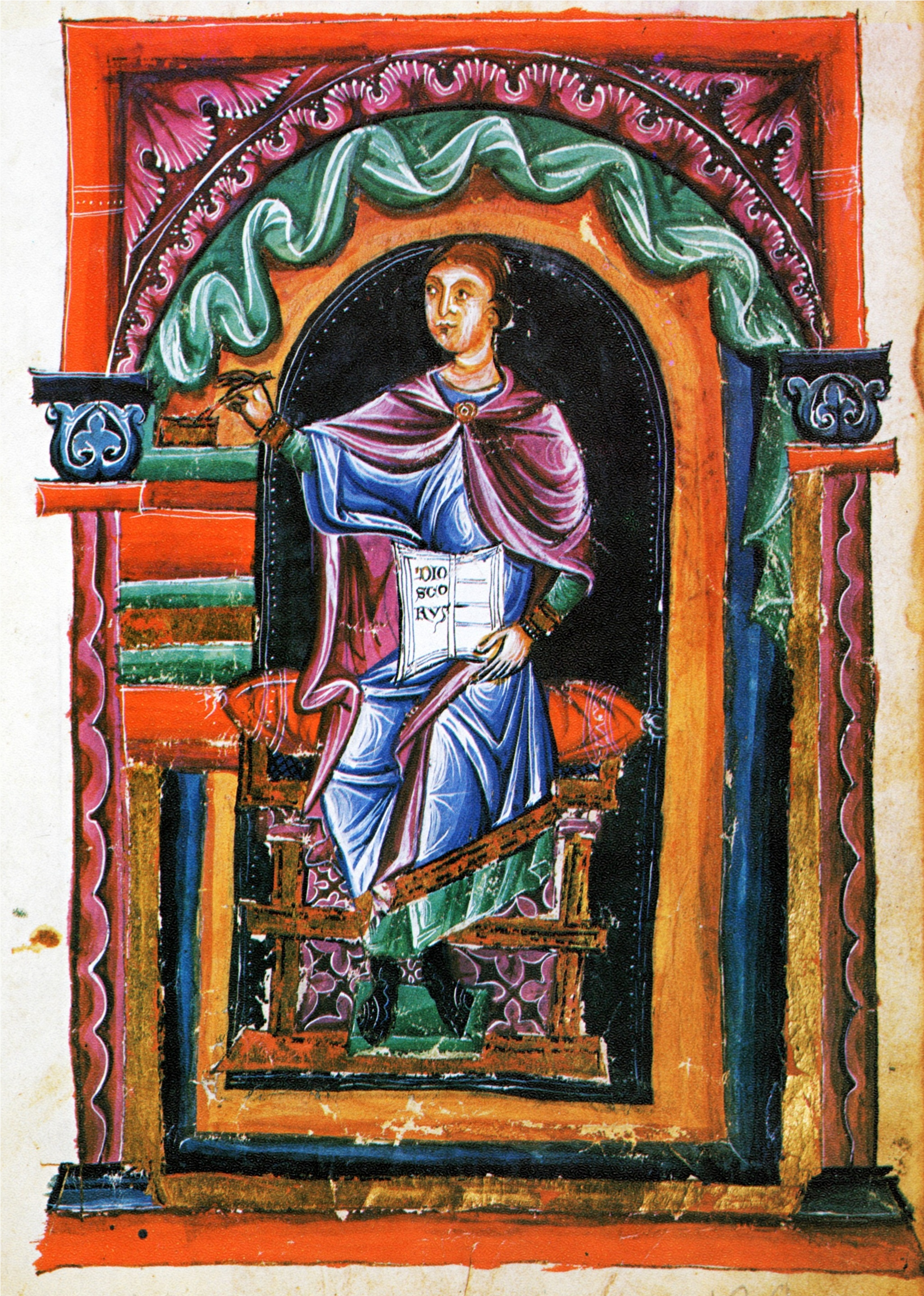
Autorenbild des Dioskurides auf fol. 133 recto

- Monografie zur Vettonica (Echte Betonie) pseudonym Antonius Musa zugeschrieben.
- De herbarum virtutibus (Pseudo-Apuleius). Ein Traktat mit 131 Pflanzenmonografien, dessen Autor nicht mit Apuleius von Madaura, dem römischen Dichter und Philosophen des 2. Jh. identisch ist.
- Fiktiver Brief des ägyptischen Pharaos an Kaiser Augustus
- Liber medicinae ex animalibus, 32 Tiermonografien über die Verwendung tierischer Produkte, zugeschrieben einem ansonsten unbekannten Sextus Placitus Papyriensis.[7] Eingeschoben ist ein Kapitel De puero aut virgine über den Nutzen menschlicher Ausscheidungen.
- De herbis feminis, eine Auswahl von 71 Pflanzen aus dem Pflanzenbuch des Dioskurides, mit lateinischem, stark verkürztem Text (Pseudo-Dioskurides).
- Nur in der Wiener, bzw. Florentiner Fassung enthalten sind: Pr(a)ecatio terrae (Anrufung der göttlichen Mutter Erde), mit christlichen Korrekturen (9v) und ein Gebet an alle Pflanzen (Precatio herbarum, 13r). Ein fiktiver Brief des Hippokrates an Maecenas, ein Theriak-Rezept, ein Text zur Mandragora nach Dioskurides und der Apollo-Brief mit verschiedenen Rezepten. Insgesamt sehr schlechter Textzustand.

## Geschichte
Das Werk entstand um die Mitte des 13. Jahrhunderts in Sizilien und ist seit dem frühen 18. Jahrhundert im Katalog der Wiener Hofbibliothek, heute Österreichische Nationalbibliothek, verzeichnet. Schrifttyp ist die Bücherminuskel der italienischen Gotik und Details der Kleidung der dargestellten Personen (Bänderhauben) verweisen auf die staufische Zeit.

## Faksimile
Eine Faksimileausgabe stammt aus den 1970er Jahren, seit 1996 ist ein verkleinerter Nachdruck verfügbar.

## Galerie

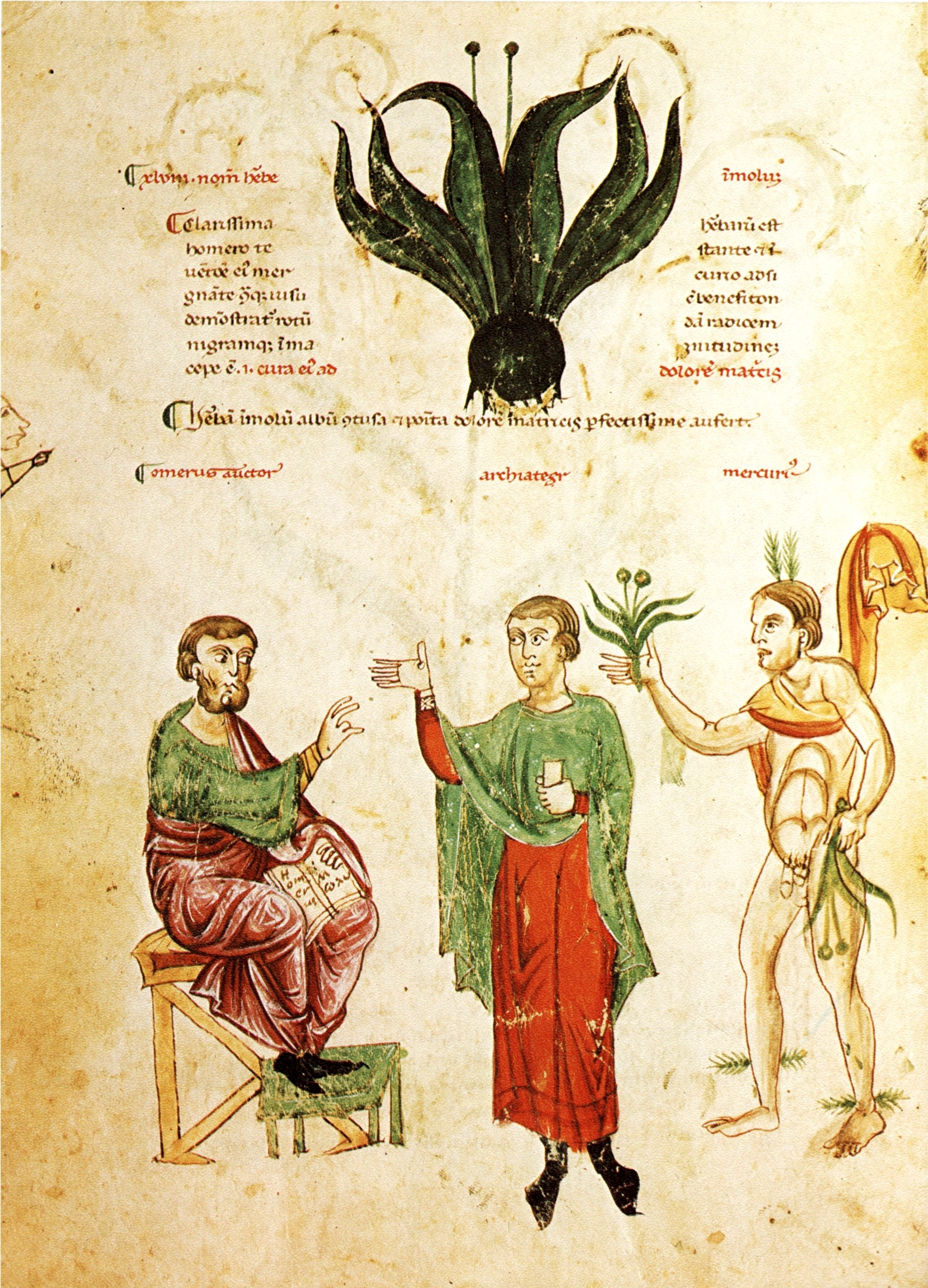
Allegorische Szene mit Homer, einem Arzt und Gott Mercurius (von links). Die obige Pflanze ist als „Immolum“ (Moly) bezeichnet (fol. 61 v)
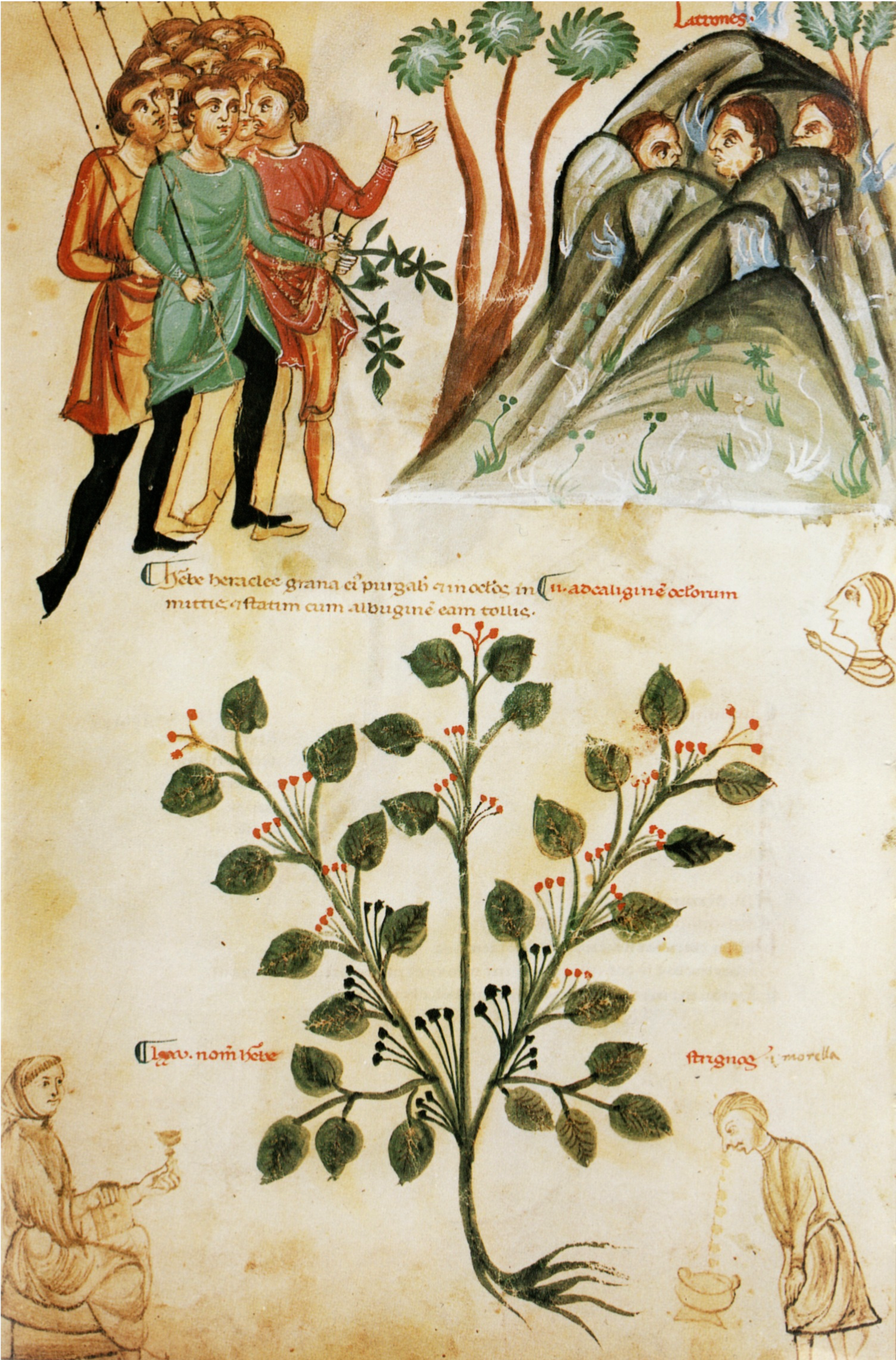
Oben: Zauber gegen Wegelagerer. Unten: Pflanzenbild des Schwarzen Nachtschattens (Solanum nigrum). (fol. 78 v.)
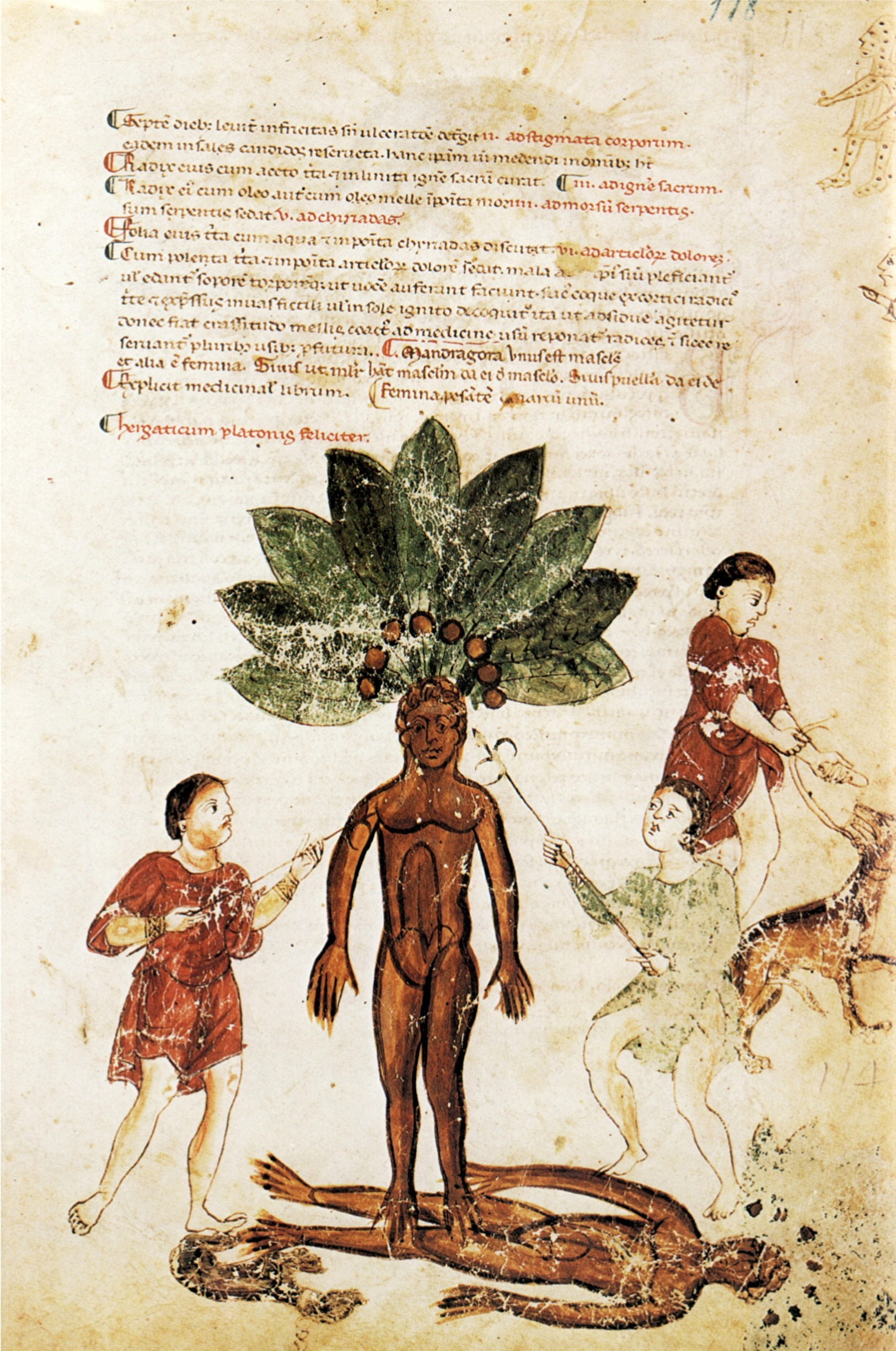
Mythische Alraunenernte (fol. 118 r.) Fortsetzung von 117 v., dort reißt ein Hund die Wurzel aus der Erde
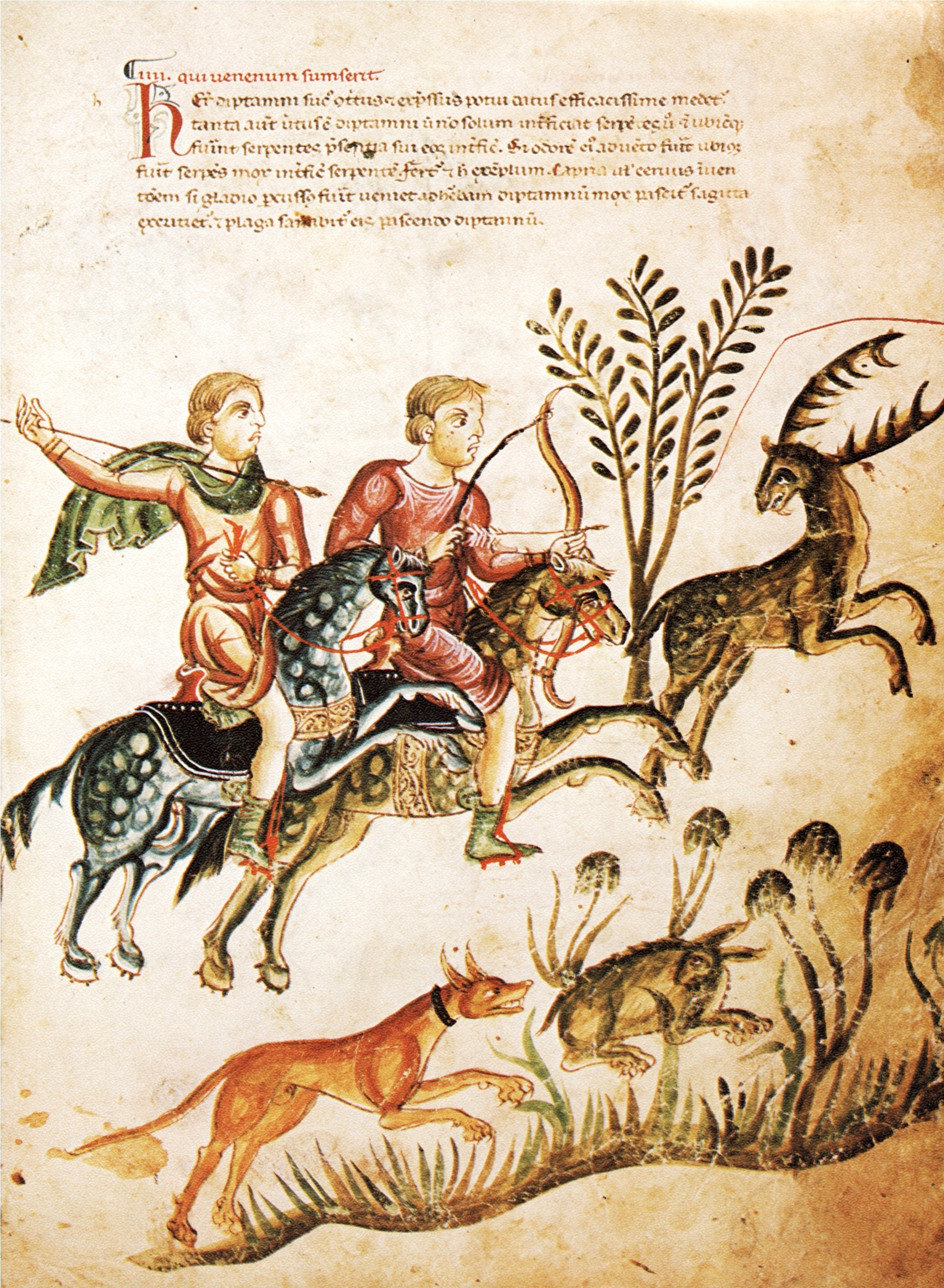
Jagdszene (fol. 70 r.) Illustration zur wundheilenden Wirkung des Echten Diptams (Origanum dictamnus). Das Pflanzenbild befindet sich auf 69 v.